# セブン-イレブン横浜ハンマーヘッド店

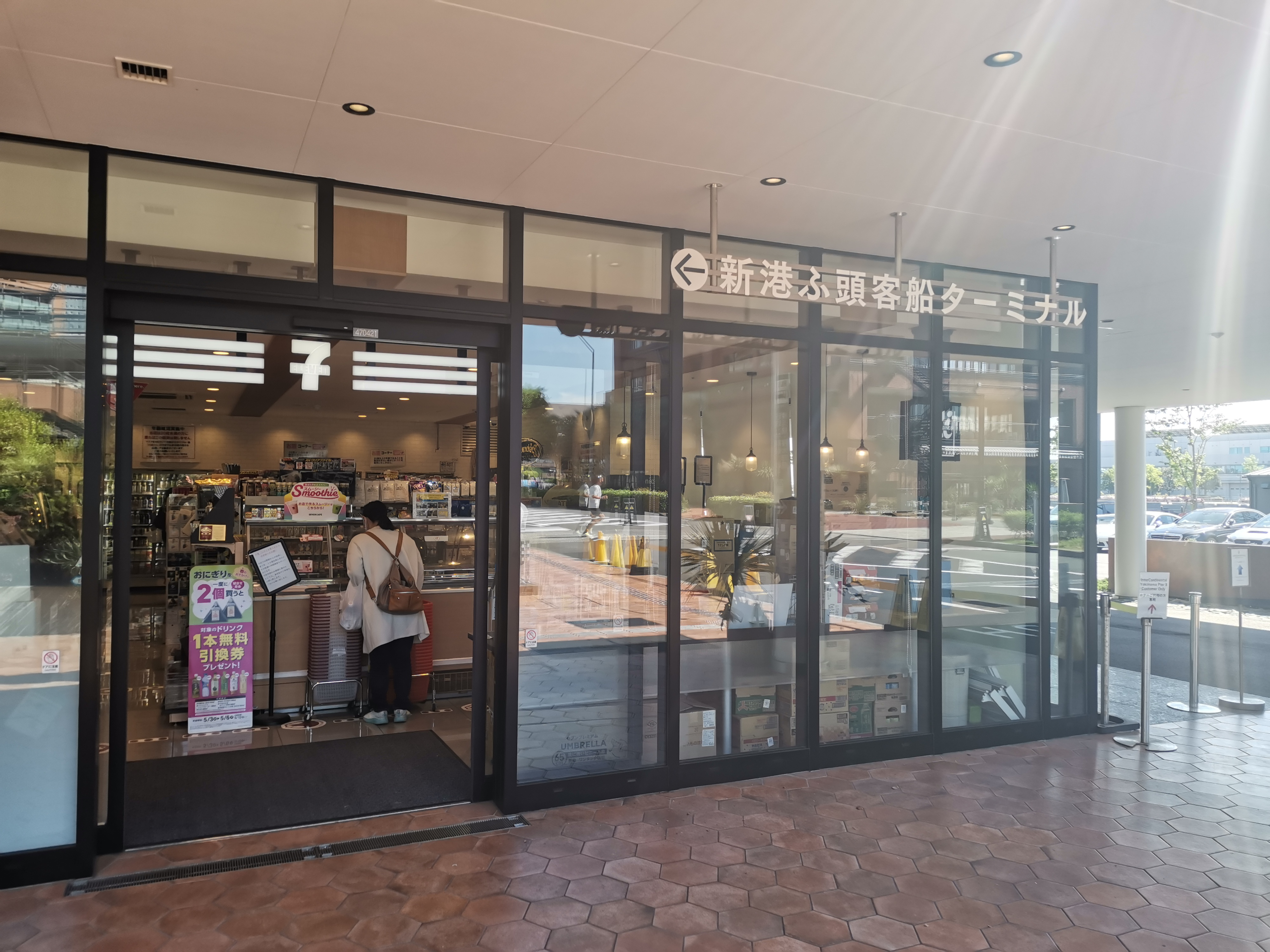
店舗外観

セブン-イレブン横浜ハンマーヘッド店（セブン-イレブンよこはまハンマーヘッドてん）は、神奈川県横浜市中区にあるセブン-イレブンの店舗である。コンビニエンスストアとしては珍しく600種以上にもおよぶクラフトビールを取り揃えていることがSNSで話題を呼び、その品揃えの豊富さから「狂ったセブン」と評される。

## 沿革

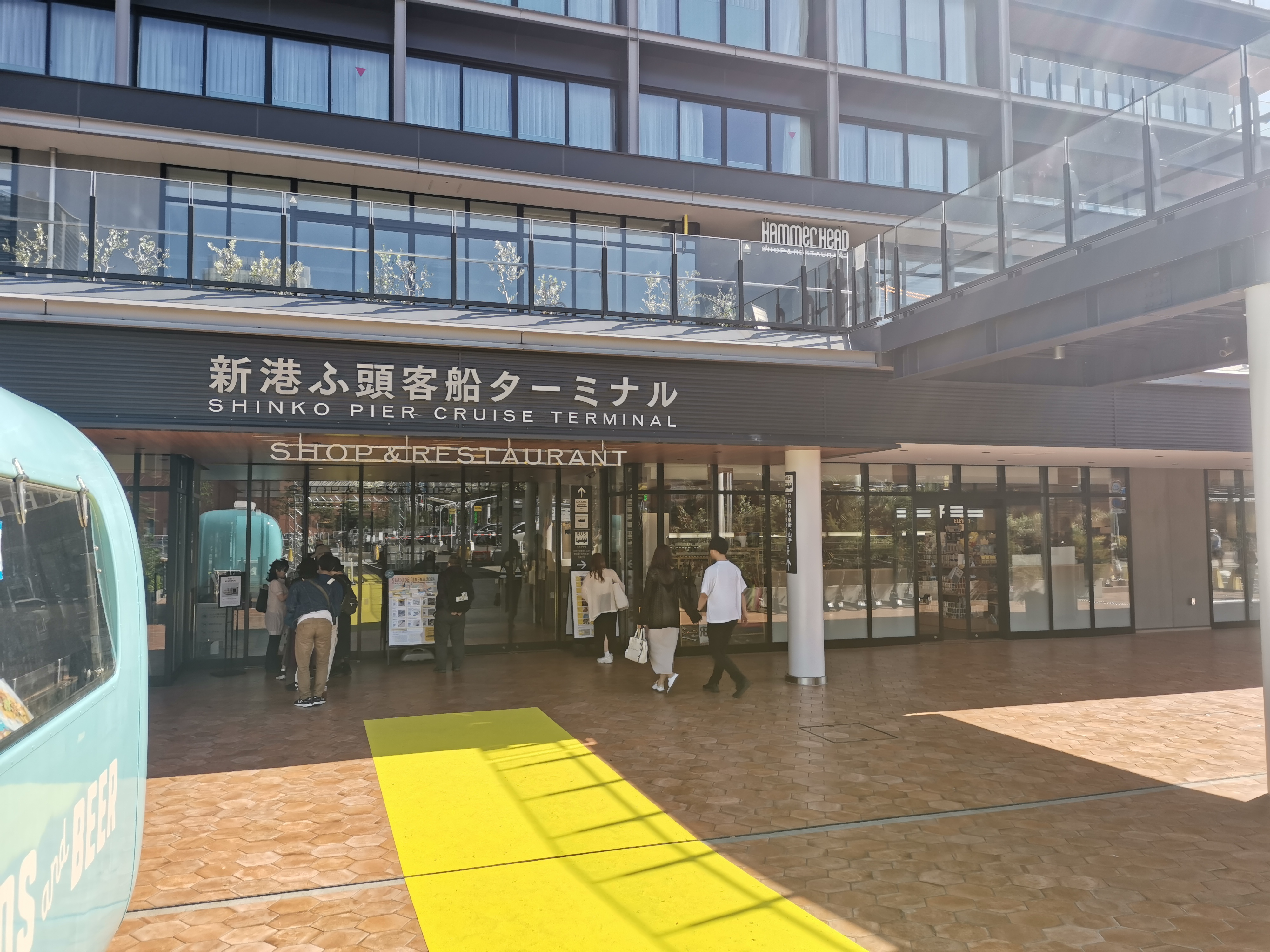
横浜ハンマーヘッド。画面右奥がセブン-イレブン

セブン-イレブン 横浜ハンマーヘッド店は横浜ハンマーヘッドの1階にある。横浜ハンマーヘッドは2019年10月31日に横浜港に開業した複合施設で、客船ターミナルや飲食店、ホテルから成る施設である。
本店は神奈川県内でセブン-イレブンを他に2店舗運営していたオーナー・中山啓太郎が創業した。客船に乗船している訪日外国人をターゲットとして2019年10月31日に開店し、当初は横浜土産を取り扱っている以外は特色のない普通のコンビニエンスストアであった。しかし旅行客は船から降りるとすぐにバスに乗って観光に出てしまうため、期待ほどの売上は上がらなかった。特にチルド食品の売れ行きが悪く、賞味期限を気にして入荷を控えたために冷蔵庫のスペースが空くような状況であった。その一方、横浜ハンマーヘッドのテラスで酒を飲む利用者が多かったことから酒の売上が良く、当初はスミノフやZIMAなどの酒を仕入れて陳列していた。
2020年1月、横浜にダイヤモンド・プリンセス号が停泊し、新型コロナウイルスの集団感染の影響で観光客が激減、1日の売上が10万円を下回る日もあった。オーナーはもともとは特別酒好きではなく、晩酌もしないほどであったが、信濃屋でブリュードッグを知って仕入れるようになったことをきっかけに、海外のビールを仕入れたり横浜のブルワリーと連絡を取ったりするようになり、クラフトビール専門店を運営する横浜の輸入会社・ナガノトレーディングとの取引も始まった。同年4月には新型コロナウイルスの感染拡大に伴う緊急事態宣言の発令によって横浜ハンマーヘッド全館が休業した。「何か思い切った手を打たなければつぶれてしまう」と考えたオーナーは、同年5月末の緊急事態宣言明けには冷蔵ショーケース一面をクラフトビールで埋め尽くして営業を再開した。するとクラフトビールを多数取り揃えているコンビニとして評判を呼び、ビールの輸入会社のほうから営業をしてくるまでになっていた。また、その評判はSNSでも拡散され、品揃えの豊富さから「狂ったセブン-イレブン」「狂ったセブン」と呼ばれるまでになった。

## 特徴
| 店舗内装 / クラフトビールの棚 |  | 店舗内装 / クラフトビールの棚 |
| 店舗内装 / クラフトビールの棚 |  |                               |

2023年10月時点で取り扱うクラフトビールの銘柄は600 – 800種類に及び、売上の3分の1を占めている。ビールの仕入れは週に3 – 4回あり、入れ替わりが激しいため商品ラインアップは数ヶ月で一新されるという。その品揃えの豊富さからインターネットで「狂ったセブン」として話題を集め、入手困難なビールを求めて日本全国から客が集まっているほか、本店を目的にした外国人観光客も訪れている。
クラフトビールの他にも横浜土産やビールグラスなどのブルワリーグッズも取り扱っている。